# Arnfinn Bergmann
Pour les articles homonymes, voir Bergmann.
Arnfinn Bergmann, né le 14 octobre 1928 à Strinda et mort le 13 février 2011  à Trondheim, est un sauteur à ski norvégien.

## Biographie
Né à Trondheim (Strinda), Bergmann est licencié au club de Freidig. Il devient champion national junior en 1948 de saut à ski et champion de Norvège en football avec son club SK Freidig.
Il fait ses débuts internationaux chez les séniors en 1950, remportant une médaille de bronze aux Championnats du monde à Lake Placid.
Aux Jeux olympiques d'hiver de 1952, il s'adjuge le titre devant Torbjørn Falkanger, avant de gagner au même lieu le Festival de ski d'Holmenkollen. Invaincu, il est aussi champion de Norvège cet hiver, tout comme en 1953. Pour tous ces succès, il reçoit la Médaille Holmenkollen en 1956.
À la Tournée des quatre tremplins en 1954, il monte sur deux podiums à Innsbruck et Bischofshofen.
Il a du déclarer forfait pour les Jeux olympiques d'hiver de 1956 à cause d'une grippe. De nouveau champion national en 1958, il est forfait pour les mondiaux 1958. Il se retire du sport en 1959. À partir de 1956, il vit à Oslo, où il travaille en tant que professeur des écoles.
Il meurt le 13 février 2011 à 82 ans.

## Palmarès

### Jeux olympiques
| Épreuve / Édition | Oslo 1952 |
| Individuel        | Or        |

### Championnats du monde
| Épreuve / Édition | Lake Placid 1950 |
| Individuel        | Bronze           |

### Tournée des 4 tremplins
- 2 podiums en 1954.